# The Super League
The Super League (retsligt navn: European Super League Company S.L.) er en planlagt årlig klubfodboldturnering for en udvalgt gruppe på tyve europæiske topfodboldklubber. Turneringen skal etableres uden om de normale fodboldorganisationer og være rival til eller afløser for UEFA Champions League.
Efter mange års spekulationer om etableringen er en europæisk superliga blev denne turnering skabt i april 2021 af tolv klubber med yderligere tre, der forventes at træde til. Disse "femten grundlæggere" af turneringen vil blive faste deltagere hvert år samt bestyrere af. Fem hold vil derudover kunne kvalificere sig hvert år baseret på deres meritter i de nationale ligaer i sæsonen forinden. Ifølge organisationen bag turneringen planlægger man at gå i gang med den "så hurtigt, som det er praktisk muligt", med forhandlinger om at starte i august 2021 eller tidligere.
Florentino Pérez er The Super Leagues første præsident.

## Turneringens etablering
18. april 2021 blev turneringen afsløret via pressemeddelelser fra grundlæggerklubberne. Bekendtgørelsen kom aftenen, inden UEFAs eksekutivkomité skulle mødes for at tage beslutning om en ny Champions League-struktur, der var planlagt til at træde i kraft i 2024. I pressemeddelelsen siger organisationen, at sørge for "flere kampe af højere kvalitet og skaffe mere kapital til hele fodboldpyramiden" samt sikrer "betydelig større økonomisk vækst og understøttelse af europæisk fodbold gennem en langsigtet forpligtelse til ubegrænset solidarisk afholdelse af udgifterne, som vil blive større med ligaens indtægter." Organisationens præsident, Florentino Pérez, sagde, at The Super League vil hjælpe klubberne med at genvinde de tabte indtjeninger under coronaviruspandemien, samt at ligaen også vil indføre et system med op- og nedrykninger og appellere til yngre generationer af fodboldfans, samtidig med at de vil forbedre VAR-systemet samt dommerkvaliteten.

## Grundlæggerklubberne
Arsenal

Chelsea

Tottenham Hotspur

Madrid-holdene

Atlético Madrid

Real Madrid

Manchester-holdene

Manchester City

Manchester United

Milano-holdene

Inter

Tolv klubber er gået sammen om at grundlægge ligaen, og tre mere vil komme med inden indledningen af turneringens første sæson. Gruppen af klubber omfatter de "seks store" fra England, tre spanske og tre italienske klubber. De femten klubber kommer til at være en fast del af The Super League og vil lede organisationen. På det tidspunkt, turneringen blev offentliggjort, var ti af grundlæggerklubberne blandt de fjorten højest rangerede hold på UEFA's koefficientliste; kun Inter og A.C. Milan lå udenfor.

### Mulige medlemmer
The Super League ønsker også at få tre andre store klubber med i turneringen: Bayern München, Borussia Dortmund og Paris Saint-Germain. Ifølge Der Spiegel har klubberne højst 30 dage til at acceptere en indbydelse til at komme med som de sidste tre grundlæggere. Imidlertid har disse klubber samt portugisiske FC Porto afslået at deltage i turneringen. Pérez har dog udtalt, at hverken Bayern München eller Paris Saint-Germain er inviteret som grundlæggere.

## Turneringsformat
Turneringen skal omfatte tyve hold, heriblandt de femten grundlæggere. De sidste fem skal findes via en kvalifikationsmekanisme baseret på holdenes præstationer i de nationale ligaer i sæsonen inden. Med start i august vil der blive dannet to puljer med ti hold, som alle møder de øvrige i puljen, ude og hjemme. Dette giver atten kampe for hvert hold. Kampene skal spilles i midtugen, så klubberne fortsat kan spille med i deres respektive nationale turneringer. 
De tre øverstplacerede i hver pulje vil kvalificere sig til kvartfinalerne sammen med vinderne af kampe mellem de hold, der slutter på fjerde- og femtepladserne i puljerne. Kvartfinaler og semifinaler vil foregå efter knockoutsystemet med kampe ude og hjemme, mens finalen vil blive afgjort i én kamp på neutral bane. Dette vil samlet for en sæson give 197 kampe (180 puljekampe og 17 i slutfasen).

## Modtagelse
Annonceringen af The Super League resulterede i stærk fordømmelse fra UEFA, FIFA, Premier League i England, Italiens fodboldforbund og Lega Seria A fra Italien samt Spaniens fodboldforbund og La Liga i Spanien. De udsendte en samlet kommentar om, at de vil "forsøge med alle midler, på alle niveauer, både juridisk og sportsligt" at forhindre, at The Super League kommer i gang. UEFA og de tre nationale fodboldorganisationer advarede klubberne i The Super League om, at de vil blive udelukket fra alle nationale, europæiske og verdensomspændende turneringer. De truede også med, at spillere på holdene i The Super League kunne blive udelukket fra deres landshold og turneringer herfor.
Også andre nationale forbund, klubber og spillere har kritiseret planerne. Det samme har fremtrædende personer uden for fodbolden, heriblandt den britiske premierminister Boris Johnson, Frankrigs præsident Emmanuel Macron og Italiens premierminister Mario Draghi.
Endelig har planerne mødt stor modstand fra fodboldfans over hele Europa.

## Klubber trækker sig
Dagen efter, at turneringen blev præsenteret, begyndte de første klubber at trække sig fra turneringen. 20. april om aftenen trak først Manchester City og senere på aftenen de resterende fem engelske klubber sig. 21. april trak Atletico Madrid, Inter, AC Milan og Juventus sig fra turneringen. Herefter er kun Real Madrid og FC Barcelona tilbage af de oprindelige 12 klubber.

## EU-dom imod UEFA og FIFA
Torsdag 21. december 2023 blev der afsagt dom i EU-domstolen, hvoraf det fremgår, at UEFA og FIFA har handlet ulovligt og ikke må bruge deres magt til eventuelt at sanktionere hold og spillere, der vælger at være med i en anden turnering.